# Wilgefortis (imię)
Wilgefortis, również Wilgeforta – imię żeńskie pochodzenia łacińskiego, wywodzące się od słów  virgo fortis oznaczające dzielna/ mężna dziewica, będących epitetem   córki króla Luzytanii – Świętej Wilgefortis.
Wilgefortis imieniny obchodzi 20 lipca.